# Meriton Korenica
Meriton Korenica (Rahovec, 15 dicembre 1996) è un calciatore kosovaro, centrocampista o attaccante del CFR Cluj.

## Carriera

### Club
Il 1º luglio 2018 viene acquistato a titolo definitivo dalla squadra kosovara del Prishtina.

### Nazionale
Debutta con la maglia della nazionale kosovara Under-21 il 9 novembre 2017 nella partita valida per le qualificazioni all'Europeo 2019, persa per 0-4 contro Israele.
Nel 2023 ha esordito in nazionale maggiore.

## Statistiche

### Cronologia presenze e reti in nazionale
| Cronologia completa delle presenze e delle reti in nazionale ― Kosovo | Cronologia completa delle presenze e delle reti in nazionale ― Kosovo | Cronologia completa delle presenze e delle reti in nazionale ― Kosovo | Cronologia completa delle presenze e delle reti in nazionale ― Kosovo | Cronologia completa delle presenze e delle reti in nazionale ― Kosovo | Cronologia completa delle presenze e delle reti in nazionale ― Kosovo | Cronologia completa delle presenze e delle reti in nazionale ― Kosovo | Cronologia completa delle presenze e delle reti in nazionale ― Kosovo |
| Data                                                                  | Città                                                                 | In casa                                                               | Risultato                                                             | Ospiti                                                                | Competizione                                                          | Reti                                                                  | Note                                                                  |
| --------------------------------------------------------------------- | --------------------------------------------------------------------- | --------------------------------------------------------------------- | --------------------------------------------------------------------- | --------------------------------------------------------------------- | --------------------------------------------------------------------- | --------------------------------------------------------------------- | --------------------------------------------------------------------- |
| 9-9-2023                                                              | Pristina                                                              | Kosovo                                                                | 2 – 2                                                                 | Svizzera                                                              | Qual. Euro 2024                                                       | -                                                                     | 81’                                                                   |
| 12-10-2023                                                            | Andorra la Vella                                                      | Andorra                                                               | 0 – 3                                                                 | Kosovo                                                                | Qual. Euro 2024                                                       | -                                                                     | 66’                                                                   |
| 12-11-2023                                                            | Pristina                                                              | Kosovo                                                                | 1 – 0                                                                 | Israele                                                               | Qual. Euro 2024                                                       | -                                                                     | 66’                                                                   |
| 18-11-2023                                                            | Basilea                                                               | Svizzera                                                              | 1 – 1                                                                 | Kosovo                                                                | Qual. Euro 2024                                                       | -                                                                     | 66’                                                                   |
| 21-11-2023                                                            | Pristina                                                              | Kosovo                                                                | 0 – 1                                                                 | Bielorussia                                                           | Qual. Euro 2024                                                       | -                                                                     | 57’ 79’                                                               |
| Totale                                                                |                                                                       | Presenze                                                              | 5                                                                     |                                                                       | Reti                                                                  | 0                                                                     |                                                                       |

| Cronologia completa delle presenze e delle reti in nazionale ― Kosovo under 21 | Cronologia completa delle presenze e delle reti in nazionale ― Kosovo under 21 | Cronologia completa delle presenze e delle reti in nazionale ― Kosovo under 21 | Cronologia completa delle presenze e delle reti in nazionale ― Kosovo under 21 | Cronologia completa delle presenze e delle reti in nazionale ― Kosovo under 21 | Cronologia completa delle presenze e delle reti in nazionale ― Kosovo under 21 | Cronologia completa delle presenze e delle reti in nazionale ― Kosovo under 21 | Cronologia completa delle presenze e delle reti in nazionale ― Kosovo under 21 |
| Data                                                                           | Città                                                                          | In casa                                                                        | Risultato                                                                      | Ospiti                                                                         | Competizione                                                                   | Reti                                                                           | Note                                                                           |
| ------------------------------------------------------------------------------ | ------------------------------------------------------------------------------ | ------------------------------------------------------------------------------ | ------------------------------------------------------------------------------ | ------------------------------------------------------------------------------ | ------------------------------------------------------------------------------ | ------------------------------------------------------------------------------ | ------------------------------------------------------------------------------ |
| 9-11-2017                                                                      | Kosovska Mitrovica                                                             | Kosovo under 21                                                                | 0 – 4                                                                          | Israele under 21                                                               | Qual. Europeo Under-21 2019                                                    | -                                                                              | 80’                                                                            |
| 22-3-2018                                                                      | Kosovska Mitrovica                                                             | Kosovo under 21                                                                | 2 – 0                                                                          | Azerbaigian under 21                                                           | Qual. Europeo Under-21 2019                                                    | -                                                                              | 84’                                                                            |
| 27-3-2018                                                                      | Kosovska Mitrovica                                                             | Kosovo under 21                                                                | 0 – 0                                                                          | Germania under 21                                                              | Qual. Europeo Under-21 2019                                                    | -                                                                              | 62’                                                                            |
| 7-9-2018                                                                       | Kosovska Mitrovica                                                             | Kosovo under 21                                                                | 1 – 1                                                                          | Irlanda under 21                                                               | Qual. Europeo Under-21 2019                                                    | -                                                                              | 61’                                                                            |
| Totale                                                                         |                                                                                | Presenze                                                                       | 4                                                                              |                                                                                | Reti                                                                           | 0                                                                              |                                                                                |

## Palmarès

### Club

#### Competizioni nazionali
- Campionato kosovaro: 3

Ballkani: 2021-2022, 2022-2023, 2023-2024
- Coppa del Kosovo: 1

Ballkani: 2023-2024
- Supercoppa del Kosovo: 1

Ballkani: 2023
- Coppa di Romania: 1

CFR Cluj: 2024-2025